# Cyclopecten benthalis
Cyclopecten benthalis är en musselart. Cyclopecten benthalis ingår i släktet Cyclopecten och familjen Propeamussidae. Inga underarter finns listade i Catalogue of Life.